# マカラマベディ
マカラマベディ（英語: Makalamabedi）はボツワナノースウェスト地区の村。地区南東部に位置し地方空港マカラマベディ空港がある。2001年の人口センサスによると、人口は344人。

## 交通

### 空港
- マカラマベディ空港（英語版）